# Dolio
El dolio fue un instrumento musical aerófono, usado en el norte de la península ibérica (especialmente en Galicia) durante la Edad Media y que posteriormente cayó en desuso. Se conoce de su uso gracias a las esculturas encontradas en iglesias de la época, ya que no hay otras pruebas (literarias o iconográficas) de su existencia.
Su nombre proviene de la similitud que sostiene con los dolia, toneles usados antiguamente en el transporte marítimo.

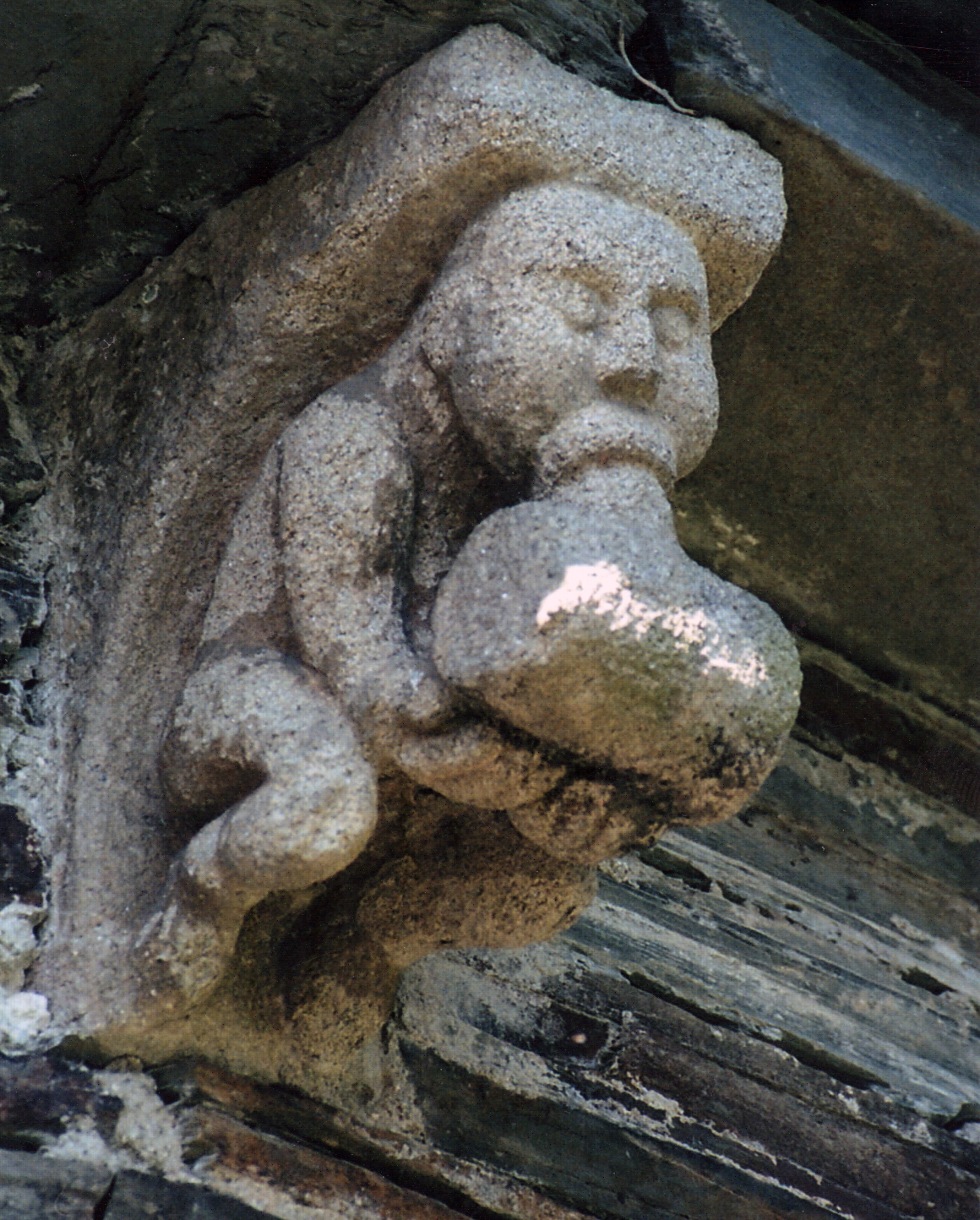
Iglesia de San Román de Lousada (Samos)

## Características

### Físicas
Consta de un cuerpo aproximadamente cilíndrico de unos 50 cm de longitud, un diámetro de entre 15–20 cm en sus extremos y de 25–30 cm en el centro, la parte más ancha. Así mismo, tiene también un pico dispuesto perpendicularmente al eje longitudinal situado en el centro del cuerpo. En la punta de este pico se encuentra un bisel, por el cual soplaría el intérprete.

### Musicales
Gracias a las deducciones realizadas a partir de las esculturas, se ha observado que el dolio fue un instrumento de muy poca versatilidad. No cuenta con ningún sistema de modificación de la altura del sonido que produce, con lo cual sus posibilidades se reducen a una sola nota pedal que acompañaría las melodías y ritmos realizados por otros instrumentos (sobre todo de cuerda -pulsada o frotada-) u otros aerófonos, junto a los cuales acostumbra a aparecer en las esculturas. Puede decirse que se trataría de una forma rudimentaria de polifonía.
Esta falta de variedad en cuanto al sonido fue, muy probablemente, la causa de su desaparición, ya que pronto empezaron a producirse instrumentos con muchas más posibilidades como la gaita, que tenía la ventaja de ser el propio instrumento quien creaba el pedal y las melodías. Es por esta razón que todas las esculturas encontradas se concentran en un período tan corto (1150-1200 aprox.).

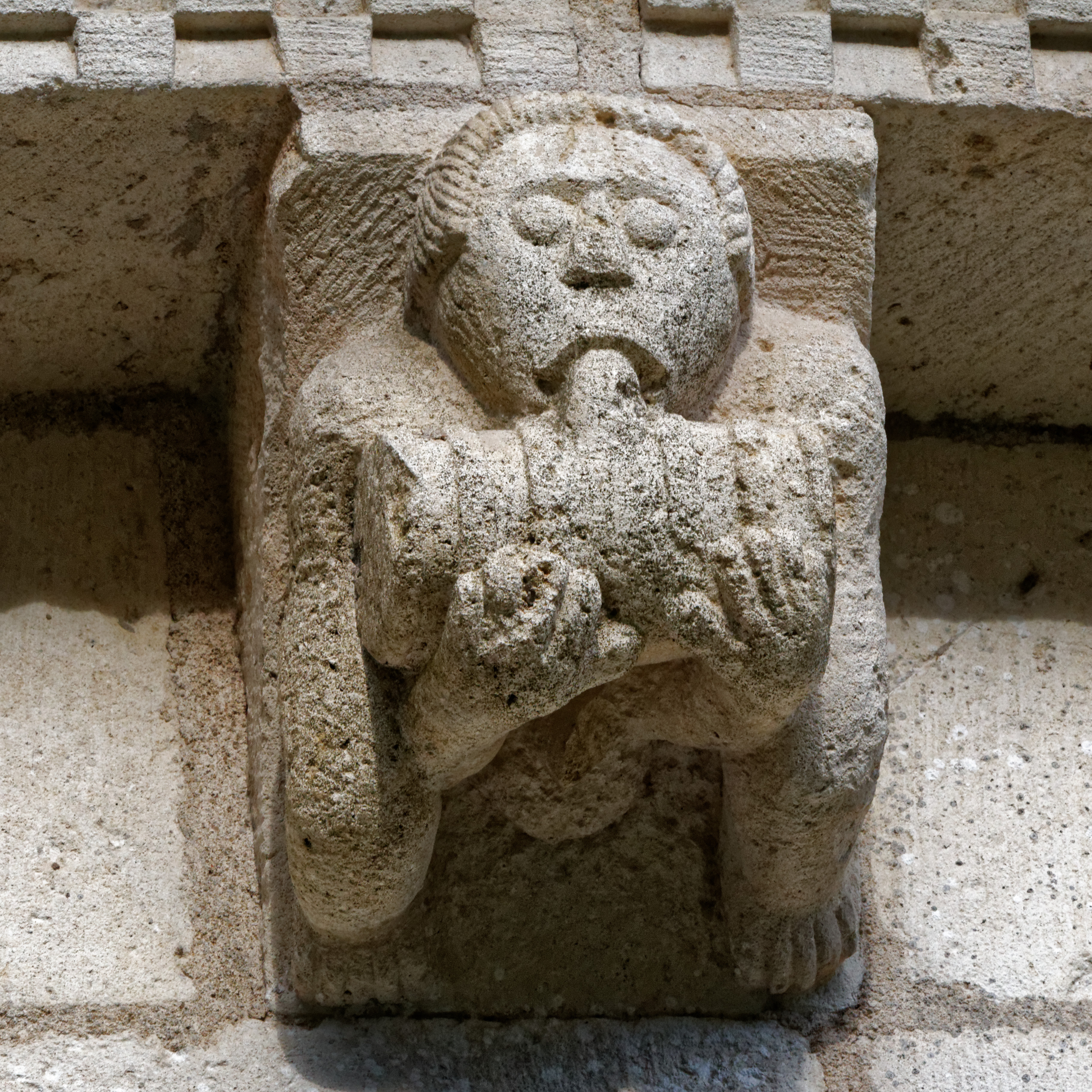
Intérprete de dolio. Abadía de Arthous